# اوشنکو
اوشنکو (انگلیسی: Oceanco) شرکت کشتی‌سازی هلندی است، که در سال ۱۹۸۷ توسط محمد البروانی تأسیس شد.
اوشنکو یک شرکت خصوصی سازنده قایق‌های تفریحی سفارشی مستقر در هلند است که از سال ۱۹۸۷ قایق‌های تفریحی با جابجایی کامل در محدوده ۸۰ متر (۲۶۰ فوت) می‌سازد. از اوت ۲۰۲۵، این شرکت متعلق به گیب نیوئل، توسعه‌دهنده بازی‌های ویدیویی و تاجر آمریکایی، است.